# Marie Alexandre de Théis
Pour les articles homonymes, voir Théis.
Marie Alexandre de Théis (Paris, 6 septembre 1738 - Sinceny-Autreville, 1796) est un écrivain, dramaturge et magistrat français.

## Biographie
Selon les sources, il est né à Paris ou à Sinceny. Dans l'article le concernant rédigé par sa fille Constance pour la Biographie de Michaud, elle précise son année mais pas son lieu de naissance.
Ses parents étaient Charles Claude de Théis, inspecteur général des Manufactures et Marie Catherine Le Turc. Il fit de brillantes études au Collège de La Flèche puis à Paris. Après son mariage à Saint Germain l'Auxerrois le 18 décembre 1764 avec Anne Marie Quillau, baptisée le 5 janvier 1746 dans la même paroisse, d'une famille de marchands drapier et mercier, il occupa une fonction de juge-maître des Eaux et Forêts de la ville et du comté de Nantes jusqu'en 1772. Sa mauvaise santé et son goût pour des activités d'étude l'amenèrent à se rapprocher du milieu familial de Picardie pour prendre un poste de procureur du roi à Chauny (1772-1774), puis de gestionnaire de la faïencerie de Sinceny à partir de 1774. Il fait bâtir en 1774 à Autreville le château de l'Aventure à l'emplacement des ruines d'une ancienne maladrerie et d'une maison isolée dépendant d'Autreville où une savonnerie avait été établie vers 1760 par Monsieur de Théis. Étant à Autreville, il continua d'écrire, faisant paraître vers 1785 L'Encyclopédie morale ou le Code primitif et prenant beaucoup de temps pour l'éducation de ses enfants. Lors du mariage de sa fille Constance le 20 avril 1789 avec Jean Baptiste Pipelet, maître en chirurgie, Marie Alexandre de Théis est « avocat en parlement ». Marie Alexandre Théis fait partie (personne n°15) de la première liste officielle, datée du 23 mars 1794, des prisonniers politiques détenus à Chauny, dressée par le Comité de surveillance révolutionnaire ; il est précisé à son sujet : « marié, 2 enfants, opinions inconnues, caractère bienfaisant. Décédé en 1796. »
Il est le père d'Alexandre de Théis et de Constance de Théis.

## Œuvres
- Les Aventuriers (comédie) (1772)
- Le Bouquet de l'amitié (comédie (1770)
- Le Singe de La Fontaine (contes moraux) (1773)
- Frédéric et Clitie (comédie en vers en trois actes) (1773)
- Le Fond du sac (contes en vers) (1779)
- Le Tripot comique (comédie en trois actes en prose et en vers) (1772)
- Encyclopédie morale, ou le Code primitif (Belin, 1786-1787)